# Heinrich Goldkuhle
Heinrich Goldkuhle (* 2. April 1872; † 12. Juli 1932 in Irsee) war ein deutscher Jurist, Verwaltungsbeamter und Politiker.

## Leben und Beruf
Goldkuhle absolvierte ein Studium der Rechtswissenschaften und bestand beide juristischen Staatsexamen. Er trat 1899 als Regierungsassessor in den Dienst der Eisenbahnverwaltung ein und arbeitete zeitweise im preußischen Ministerium für öffentliche Arbeiten. 1904 wurde er zum Regierungsrat und 1913 zum Oberregierungsrat ernannt. Nach seiner Ernennung zum Geheimen Regierungsrat 1914 war er in der Verkehrsabteilung des preußischen Ministeriums für öffentliche Arbeiten tätig. Ab 1916 war er als Oberregierungsrat Leiter der Geschäftsabteilung IX beim Reichskommissar für Übergangswirtschaft, Friedrich Sthamer. 1918 wurde er als Direktor ins Reichsschatzamt berufen und 1920 in den einstweiligen Ruhestand versetzt.
Er war Mitglied der Studentenverbindung Rupertia Heidelberg.

## Öffentliche Ämter
Goldkuhle amtierte 1919/20 als Staatssekretär im Reichsschatzministerium.